# Willy Großstück
Alexander Ferdinand Willy Großstück, auch Willi Großstück, (* 30. März 1890 in Berlin; † 5. Februar 1940 ebenda) war ein deutscher Kameramann zur Stummfilmzeit.

## Leben und Wirken
Willy Großstück kam spätestens 1916 zum Film. In diesem Jahre kurbelte er die Kamera für das fünfaktige Drama „Der Einäugige“. 1919 folgte der Abenteuerfilm „Der Dolch des Malayen“. In den 1920er Jahren entwickelte er sich zu einem gefragten Kameramann. Er übernahm die Photographie bei Abenteuer-, Kriminal- und Gesellschaftsfilmen. Darunter waren zwei Folgen der Harry Hill-Reihe und ein Eddie-Polo-Film. Mehrfach arbeitete er dabei mit Kollegen wie Max Grix, Willy Hameister, Paul Holzki, Reimar Kuntze, Kurt Lande oder Friedrich Paulmann zusammen.
Unter dem Titel „Kurbeltechnische Lichtblitze“ publiziert er in der Fachpresse Reflexionen über sein Medium und seinen Beruf.
Außer Spielfilmen fotografierte er auch aktuelle Sportereignisse, z. B. 1925 den Kampf des deutschen Schwergewichtsboxers Hans Breitensträter gegen den Italiener Paolino Uzcudun im Berliner Sportpalast, wo er neben Georg Paezel und Herbert Körner als Kamera-Assistent von Willy Goldberger arbeitete. Mit Friedrich Paulmann drehte er im gleichen Jahre für Wilhelm Prager den abendfüllenden Dokumentarfilm „Die neue Großmacht“ über die Arbeiter-Olympiade in Frankfurt am Main; 1927 hielt er mit seiner Kamera in einer Kurzdokumentation „Zwei Akte Sport im Bild“ fest.
Als die Zeit des stummen Films 1928/29 zu Ende ging, endete auch seine Karriere beim Film.

## Filmografie
- 1916: Der Einäugige[6]
- 1919: Der Dolch des Malayen
- 1919: Der rote Henker
- 1919: Das Millionenmädel
- 1919: Das rosa Tricot
- 1920: Die Frau ohne Seele
- 1920: Va banque
- 1920: Johann Baptiste Lingg (mit Willy Goldberger und Max Terno)
- 1920: Das Mädchen aus der Ackerstraße, 2. Teil
- 1920: Die Nebenbuhler [Kurz-Spielfilm, 1 Akt]
- 1921: Die im Schatten gehen
- 1921: Die weiße Sklavin, 1. Teil: Zwei Eide
- 1921: Die weiße Sklavin, 2. Teil: Das Schweigen der Großstadt
- 1921: Memoiren eines Kammerdieners, 1. Teil: Martin, der Findling
- 1921: Memoiren eines Kammerdieners, 2. Teil: Basquines Vergeltung
- 1921: Filmbanditen
- 1921: Der Perlenmacher von Madrid
- 1921: Die Geheimnisse von Berlin, 1. Teil: Berlin N. Die dunkle Großstadt
- 1921: Die Geheimnisse von Berlin, 2. Teil: Berlin W. Die Weltstadt in Glanz und Licht
- 1921: Dämonische Treue
- 1921: Das Geheimnis der vier Tage
- 1922: Aus den Erinnerungen eines Frauenarztes, 1. Teil: Fliehende Schatten
- 1922: Aus den Erinnerungen eines Frauenarztes, 2. Teil: Lüge und Wahrheit[7]
- 1922: Die siebente Nacht
- 1922: Die Heimkehr des Odysseus (mit Giovanni Vitrotti)
- 1922: Das Liebesnest, 1. Teil (mit Kurt Lande)
- 1922: Das Liebesnest, 2. Teil (mit Kurt Lande)
- 1922: Alexandra
- 1923: Der Menschenfeind
- 1923: Vineta, die versunkene Stadt (mit Paul Holzki und Hans Bloch)
- 1923: Gerettet durch Funkspruch
- 1923: Im Schatten der Moschee (mit Willy Hameister)
- 1924: Mister Radio (mit Eduardo Lamberti)
- 1925: Breitensträter - Paolino. Des deutsche Meisters schwerster Kampf [Dokumentarfilm]
- 1925: Freies Volk (mit Paul Holzki)
- 1925: Harry Hill im Banne der Todesstrahlen [“Harry Hill”-Abenteuer]
- 1925: Der König und die kleinen Mädchen
- 1925: Der Mann auf dem Kometen
- 1925: Gretchen Schubert
- 1925: Die neue Großmacht [Dokumentarfilm] (mit Friedrich Paulmann)
- 1926: Des Königs Befehl (mit Viktor A. Zimmermann)
- 1926: Nixchen
- 1926: Harry Hill auf Welle 1000 [“Harry Hill”-Abenteuer]
- 1926: Bismarck 1862–1898
- 1926: Annemarie und ihr Ulan
- 1927: Die Tochter des Kunstreiters
- 1927: Wer wirft den ersten Stein?
- 1927: Die Lorelei, auch: Ich hab heut Nacht vom Rhein geträumt
- 1927: Benno Stehkragen
- 1927: Der Sträflingskavalier
- 1927: Steh’ ich in finst’rer Mitternacht
- 1927: Zwei Akte Sport im Bild [Kurz-Dokumentarfilm]
- 1928: Herr Meister und Frau Meisterin (mit Reimar Kuntze)
- 1929: Rache für Eddy [“Eddie Polo”-Abenteuer] (mit Max Grix)